# Episodi di The Alaskans
La prima e unica stagione della serie televisiva The Alaskans è andata in onda negli Stati Uniti dal 4 ottobre 1959 al 12 giugno 1960 sulla ABC.
| nº | Titolo originale          | Prima TV USA     |
| -- | ------------------------- | ---------------- |
| 1  | Gold Sled                 | 4 ottobre 1959   |
| 2  | Cheating Cheaters         | 11 ottobre 1959  |
| 3  | The Blizzard              | 18 ottobre 1959  |
| 4  | The Petticoat Crew        | 25 ottobre 1959  |
| 5  | Starvation Stampede       | 1º novembre 1959 |
| 6  | Big Deal                  | 8 novembre 1959  |
| 7  | Contest at Gold Bottom    | 15 novembre 1959 |
| 8  | Winter Song               | 22 novembre 1959 |
| 9  | The Golden Fleece         | 29 novembre 1959 |
| 10 | Doc Booker                | 6 dicembre 1959  |
| 11 | The Abominable Snowman    | 13 dicembre 1959 |
| 12 | Remember the Maine        | 20 dicembre 1959 |
| 13 | Million Dollar Kid        | 3 gennaio 1960   |
| 14 | The Trial of Reno McKee   | 10 gennaio 1960  |
| 15 | Gold Fever                | 17 gennaio 1960  |
| 16 | The Challenge             | 24 gennaio 1960  |
| 17 | The Long Pursuit          | 31 gennaio 1960  |
| 18 | Spring Fever              | 7 febbraio 1960  |
| 19 | Black Sand                | 14 febbraio 1960 |
| 20 | The Seal Skin-Game        | 21 febbraio 1960 |
| 21 | Peril at Caribou Crossing | 28 febbraio 1960 |
| 22 | Behind The Moon           | 6 marzo 1960     |
| 23 | Partners                  | 13 marzo 1960    |
| 24 | Disaster At Gold Hill     | 20 marzo 1960    |
| 25 | The Last Bullet           | 27 marzo 1960    |
| 26 | A Barrel Of Gold          | 3 aprile 1960    |
| 27 | The Bride Wore Black      | 10 aprile 1960   |
| 28 | Odd Man Hangs             | 17 aprile 1960   |
| 29 | Counterblow               | 24 aprile 1960   |
| 30 | Heart Of Gold             | 1º maggio 1960   |
| 31 | Kangaroo Court            | 8 maggio 1960    |
| 32 | The Silent Land           | 15 maggio 1960   |
| 33 | Calico                    | 22 maggio 1960   |
| 34 | Sign Of The Kodiak        | 29 maggio 1960   |
| 35 | White Vengeance           | 5 giugno 1960    |
| 36 | The Ballad Of Whitehorse  | 12 giugno 1960   |

## Gold Sled
- Prima televisiva: 4 ottobre 1959
- Diretto da: Joseph Lejtes
- Scritto da: Lowell Barrington, Harry Wittington

### Trama
- Guest star: Hank Patterson (uomo), Jack Big Head (Chilkoot), Sam Buffington (Count Meshikov), Allyn Joslyn (Quag)

## Cheating Cheaters
- Prima televisiva: 11 ottobre 1959

### Trama
- Guest star: Frank Ferguson, Louis Quinn (Brother Bowers)

## The Blizzard
- Prima televisiva: 18 ottobre 1959

### Trama
- Guest star: Paul Wexler (Bookkeeper), George Cisar (Merchant), Andrea King (Duchess), Emory Parnell (Manager), Walter Burke (Jenks), Richard Collier (suonatore piano), Kelly Thordsen (barista), Charles Fredericks (Marks), Susan Crane (Mary Simon), John Dehner (Cornish)

## The Petticoat Crew
- Prima televisiva: 25 ottobre 1959

### Trama
- Guest star:

## Starvation Stampede
- Prima televisiva: 1º novembre 1959

### Trama
- Guest star: John Qualen, Allison Hayes, Joe Di Reda, James Westerfield

## Big Deal
- Prima televisiva: 8 novembre 1959

### Trama
- Guest star:

## Contest at Gold Bottom
- Prima televisiva: 15 novembre 1959

### Trama
- Guest star: Archie Duncan, George Dunn, Patrick Westwood, Eddie Quillan, I. Stanford Jolley (Beriah Jackson), Monty Margetts (Sara McTavish)

## Winter Song
- Prima televisiva: 22 novembre 1959

### Trama
- Guest star: George D. Wallace (Bill Adams), Alan Baxter (Lee Bannister), Jerome Cowan (Horatio Styles), Mickey Simpson (Steve Bonnett), Marie Windsor (Maria Julien)

## The Golden Fleece
- Prima televisiva: 29 novembre 1959
- Soggetto di: Joel Rogosin, Jack Emanuel

### Trama
- Guest star: Beatrice Kay, Theodore Marcuse

## Doc Booker
- Prima televisiva: 6 dicembre 1959

### Trama
- Guest star: Arthur Scott (uomo), Julie Adams (Clara), Fred Coby (barista), Simon Oakland (Doc. Booker), Vernon Rich (Announcer)

## The Abominable Snowman
- Prima televisiva: 13 dicembre 1959

### Trama
- Guest star: Jack Mather (padre Malone), Ruta Lee (Alabama), Ray Teal (Ezra Granit), Robert Boon (Otto)

## Remember the Maine
- Prima televisiva: 20 dicembre 1959

### Trama
- Guest star:

## Million Dollar Kid
- Prima televisiva: 3 gennaio 1960

### Trama
- Guest star: Bart Braverman (Kat), Mort Mills (Wilkes)

## The Trial of Reno McKee
- Prima televisiva: 10 gennaio 1960

### Trama
- Guest star: Karen Steele (Ellen Chambers), Efrem Zimbalist Jr. (John Conrad), Bing Russell (Edward Carse), Fredd Wayne (Burton), Don Kelly (Carl)

## Gold Fever
- Prima televisiva: 17 gennaio 1960
- Scritto da: William Driskill, Harry Tatelman, Sam Roeca

### Trama
- Guest star: Susan Morrow, Wynn Pearce (Danny McKee), Gerald Mohr (Swiftwater Charlie), Werner Klemperer (Baron)

## The Challenge
- Prima televisiva: 24 gennaio 1960
- Scritto da: David Newhouse, Laszlo Gorog

### Trama
- Guest star: Robert Colbert (Phil), Penny Edwards (Nancy Trenton), Don Dubbins (Grant), John Hoyt (capitano Ezra), Leonides Ossetnyski (Hans Lindberg), Don Beddoe (Reed)

## The Long Pursuit
- Prima televisiva: 31 gennaio 1960
- Scritto da: Lee Loeb, Steve Frazee

### Trama
- Guest star: Joel Ashley (Mr. Elkins), Dick Rich (Jeb Leary), Rusty Lane (Doc. Williams), Harold Stone (Ed Bundy), Ruta Lee (Amy), Lovyss Bradley (Mrs. Leary), Mike Road (Marshal Wallace)

## Spring Fever
- Prima televisiva: 7 febbraio 1960
- Diretto da: Leslie H. Martinson
- Scritto da: Oscar Brodney

### Trama
- Guest star: Maurice Marsac (Pierre Bouchard), Lyn Statten (Lucille), Rex Reason (Gordon Talbot)

## Black Sand
- Prima televisiva: 14 febbraio 1960
- Scritto da: Hugh Benson

### Trama
- Guest star: Richard Reeves, Karen Steele (Nora Weber), John Reach (Pete Yeager), Don Kelly (Dan O'Kelly), Tom Drake (Dan Weber)

## The Seal Skin-Game
- Prima televisiva: 21 febbraio 1960

### Trama
- Guest star: Frank DeKova (Fantan), Jacqueline Beer (Jacqueline St. Clair), Peter Whitney (Bear River Blewitt), Robert Williams (Donlon), Dick Sargent (Joey)

## Peril at Caribou Crossing
- Prima televisiva: 28 febbraio 1960

### Trama
- Guest star: Fay Spain (Janice Collier), Lee Van Cleef (Roc), Steve Brodie (Purvis), Vladimir Sokoloff (Chanook), Jerry Paris (Walter Collier)

## Behind The Moon
- Prima televisiva: 6 marzo 1960
- Diretto da: Charles Haas

### Trama
- Guest star: Andra Martin (Kerano), Lee Patterson (Tom Kirk), Hugh Sanders (Douglas Pemberton), Michael Forest (Shaman), Diane McBain (Harriet Pemberton)

## Partners
- Prima televisiva: 13 marzo 1960

### Trama
- Guest star: Alan Hale, Jr. (Hap Johnson), Warren Stevens (Jim Hendricks), Jimmy Carter (Jimmy Hendricks)

## Disaster At Gold Hill
- Prima televisiva: 20 marzo 1960

### Trama
- Guest star: Gilman Rankin (Tully), Rex Reason (Paul Loomis), Madlyn Rhue (Fay Loomis), Mike Road (Arthur Bryant)

## The Last Bullet
- Prima televisiva: 27 marzo 1960

### Trama
- Guest star: Andra Martin, Frank Cady (Bradshaw), Gary Vinson (Larry Hoyt)

## A Barrel Of Gold
- Prima televisiva: 3 aprile 1960
- Diretto da: Reginald LeBorg
- Scritto da: Melvin Levy

### Trama
- Guest star: Ed Kemmer (Vess Owen), Jack Mather (Ed Stevenson), Michael Forest (Pierre Duran), Richard Evans (Roy), Hal Baylor (caporale Thomas), Jean Allison (Rose Stevenson)

## The Bride Wore Black
- Prima televisiva: 10 aprile 1960

### Trama
- Guest star: John Beal (Cass Wilson), Keith Richards (Arlington), Fay Spain (Ellen Hawley), Lee Bergere (Jack Hawley)

## Odd Man Hangs
- Prima televisiva: 17 aprile 1960

### Trama
- Guest star: Myron Healey (Fred Simmons), Walter Sande (Tom Carter), Michael Forest (Pierre Duran), Valerie French (Marie Forbes)

## Counterblow
- Prima televisiva: 24 aprile 1960

### Trama
- Guest star: Horace McMahon (Tim Carstairs), Karen Steele (Lindia Fair), Robert McQueeney (Van Peyton)

## Heart Of Gold
- Prima televisiva: 1º maggio 1960

### Trama
- Guest star: Bernard Fein (Tom), Gary Vinson (Frank Andrews), Emory Parnell (Swede), Frank Ferguson (Brother Barlow), Troy Donahue (Ted Andrews), Michael Forest (Pierre Duran), Napua Wood (Jessie), Charles Stevens (Chinook), Paul Birch (Dan Byers), Jack Big Head (Joe)

## Kangaroo Court
- Prima televisiva: 8 maggio 1960

### Trama
- Guest star: Joan O'Brien (Fay Campbell), Larry Pennell (Harry Seattle), Walter Burke (Sid Queen), Robert Lowery (John Ryan), Claude Akins (constable Watts)

## The Silent Land
- Prima televisiva: 15 maggio 1960

### Trama
- Guest star: Richard Carlyle (Fleming), Harry Swoger (Morse), Arthur Franz (dottor Jim Manning), Leonard Strong (Shaman), Claude Akins (constable Watts), Michael Forest (Pierre Duran), Nancy Hsueh (Anook), W. T. Chang (Sityak), Frank Ferguson

## Calico
- Prima televisiva: 22 maggio 1960
- Diretto da: Robert B. Sinclair
- Soggetto di: Maurita Pittman

### Trama
- Guest star: Billy M. Greene (Nathaniel), Rex Reason (Stony McBride), Leo Gordon (Tracy), Tristram Coffin (Wheaton), Myrna Fahey (Calico), William Leocester (Red), Richard Webb (Clay)

## Sign Of The Kodiak
- Prima televisiva: 29 maggio 1960

### Trama
- Guest star: Chana Eden (Zeena), Michael Forest (Pierre Duran), Pippa Scott (Ruth Coleman), Robert Armstrong (John Coleman), Lee Patterson (Jeff Warren), Leonid Kinskey (Ivan)

## White Vengeance
- Prima televisiva: 5 giugno 1960
- Diretto da: Lew Landers
- Scritto da: Raphael Hayes

### Trama
- Guest star: Robert Colbert (Shawn), Pat Renella (Evans), Carol Anne Seflinger (Katja), Tim Graham (Gil Hawkins), Andra Martin (Lily), Lyn Statten (Corbi), Peter Whitney (Jobka)

## The Ballad Of Whitehorse
- Prima televisiva: 12 giugno 1960
- Diretto da: Charles Haas

### Trama
- Guest star: Frank J. Scannell (Auctioneer), Ted White (Brown), Ray Ballard (Bailey), Jean Allison (Yukon Kate), Rex Reason (Joe Holland), Lonnie Poerce (Shirley), James Parnell (Robert Howard), Saundra Edwards (Molly), Jack Shea (Green)